# Суліславиці (Тшебницький повіт)
Суліславиці (пол. Sulisławice) — село в Польщі, у гміні Тшебниця Тшебницького повіту Нижньосілезького воєводства.
Населення — 213 осіб (2011).
У 1975-1998 роках село належало до Вроцлавського воєводства.

## Демографія
Демографічна структура станом на 31 березня 2011 року:
|          | Загалом | Допрацездатний вік | Працездатний вік | Постпрацездатний вік |
| -------- | ------- | ------------------ | ---------------- | -------------------- |
| Чоловіки | 110     | 21                 | 79               | 10                   |
| Жінки    | 103     | 20                 | 58               | 25                   |
| Разом    | 213     | 41                 | 137              | 35                   |